# 维约堡区
维约堡区是聖盧西亞的10個區之一，位於該國東南部，北鄰米庫區和蘇弗里耶爾區，東面和南面是大西洋，西毗拉博里區，面積44平方公里，2001年人口16,329，人口密度為每平方公里371.1人。

## 聚居地
- 維約堡